# Part II (Brad Paisley)
Part II è il secondo album in studio di Brad Paisley, pubblicato nel 2001.

## Tracce
1. Two Feet of Topsoil - 2:46 - (Brad Paisley, Robert Arthur)
2. I'm Gonna Miss Her - 3:14 - (Paisley, Frank Rogers)
3. Part Two - 3:35 - (Paisley, Kelley Lovelace)
4. Wrapped Around - 3:22 - (Paisley, Chris DuBois, Lovelace)
5. Two People Fell in Love - 4:07 - (Paisley, Lovelace, Tim Owens)
6. Come on Over Tonight - 4:33 - (Paisley, Chely Wright)
7. You'll Never Leave Harlan Alive - 5:04 - (Darrell Scott)
8. I Wish You'd Stay - 6:17 - (Paisley, DuBois)
9. All You Really Need Is Love - 2:44 - (Paisley, DuBois, Rogers)
10. Munster Rag (instrumental) - 3:15 - (Paisley, James Gregory, Mitch McMichen)
11. You Have That Effect on Me - 4:22 - (Paisley, Rogers)
12. Too Country - 3:31 - (Bill Anderson, Chuck Cannon)
13. The Old Rugged Cross - 3:51 (Traditional)